# Tachinymphes ascalaphoides
Tachinymphes ascalaphoides là một loài côn trùng trong họ Mesochrysopidae thuộc bộ Neuroptera. Loài này được Ponomarenko miêu tả năm 1992.